# Джон Гопфілд
Джон Джозеф Гопфілд (англ. John Joseph Hopfield; нар. 15 липня 1933, Чикаго, штат Іллінойс) — американський науковець, широко відомий своїм винаходом асоціативних нейронних мереж 1982 року. Наразі більш відома як нейронна мережа Гопфілда. Спільно з Джефрі Гінтоном отримав Нобелівську премію з фізики 2024 року.

## Наукова діяльність
Джон Гопфілд здобув ступінь бакалавра у Свортморському-коледжі і доктора філософії в галузі фізики в Університеті Корнелла 1958 року. Він провів два роки в теоретичній групі у Bell Laboratories, а потім був викладачем в Університеті Каліфорнії, Берклі (викладав фізику), Принстонському університеті (фізика), Каліфорнійському технологічному інституті (хімія і біологія). Наразі працює професором кафедри молекулярної біології в Принстоні. Упродовж 35 років співпрацював з Bell Laboratories. 1986 року був одним із засновників нейронних обчислень системи PhD у Каліфорнійському технологічному інституті. Його нагородили медаллю ім. Дірака 2002 року, за внесок у міждисциплінарне розуміння біології як фізичного процесу, у тому числі процес коректури в біомолекулярних синтезах та опис колективної динаміки і обчислень з атракторами в нейронних мережах, також він отримав премію Олівера Баклі (Американського фізичного товариства) для роботи над взаємодією між світлом і твердими тілами. 

Він є членом Національної академії наук, Американського філософського товариства та Американської академії мистецтв і наук. Був президентом Американського фізичного товариства в 2006 році. 

Одні з його найвпливовіших робіт — це «Вклад екситонів у комплексну діелектричну проникність кристалів» (1958), «Перенесення електрона між біологічними молекулами термічно активованого тунелювання» (1974), «Кінетичне редагування: новий механізм для скорочення помилок у біосинтетичних процесах, що вимагають високої специфічності» (1974), «Нейронні мережі і фізичні системи з виникаючими колективними обчислювальними здібностями» (1982) (відомий як мережі Гопфілда), «Нейронні обчислення рішення в задачах оптимізації» (1985). Наразі його дослідження і останні публікації зосереджені на тому, яким чином дії тимчасових потенціалів і їхня синхронність можуть бути використані в нейробіологічних обчисленнях.

### Дослідження у молекулярній біології
Дослідження Джона Гопфілда показали, як моделювання біологічних процесів у головному мозку може бути використане для вирішення складних обчислювальних задач. Початок сучасної епохи нейронних мереж пов'язано з першими роботами доктора Гопфілда початку 1980-х років. Вони досліджують розуміння електричної і клітинної активності, що відбувається в мозку. Доктор Гопфілд описав зворотний зв'язок тісно взаємопов'язаних нейронів, які могли б відновлювати спогади-ключі (асоціативна пам'ять) і показав, як стійкі за станом мережевої активності можуть представляти спогади. Велика частина всіх досліджень, що стосуються нейронних ланцюгів, базується на концепції Гопфілда і використанні атракторів для обчислень. Крім користі для обчислювальної техніки, робота доктора Гопфілда також слугує основною парадигмою в неврології для розуміння того, як мозок виконує свої завдання.

### Вплив на інші галузі
Ідею використання нейронних мереж для вирішення складних завдань можна побачити в таких програмах, як системи ідентифікації і контролю транспортних засобів; гра та прийняття рішень, розпізнавання образів для радіолокаційних систем й ідентифікації осіб, мови, розпізнавання рукописного тексту, медична діагностика, діагностика фінансових застосувань, таких як автоматизовані системи торгівлі тощо.

## Дослідницькі роботи
- 1958—1960 член технічного персоналу, Bell Laboratories
- 1960—1961 фізик Вищої нормальної школи в Парижі
- 1961—1964 помічник / ад'юнкт-професор фізики Каліфорнійського університету в Берклі
- 1964—1980 професор фізики Принстонського університету
- 1973—1989 член технічного персоналу, Bell Laboratories
- 1980—1997 професор хімії та біології Каліфорнійського технологічного інституту
- 1997 р. — професор кафедри молекулярної біології Принстонського університету

## Нагороди
- 1962—1964 Нагорода Альфреда Слоуна (співробітник)
- 1969 Нагорода Гуґґенгайма (співробітник) (Кавендіш, Кембридж, Англія)
- 1969 Премія Баклі, Am. Phys. Soc.
- 1985 APS премія з біофізики
- 1988 Премія Майкельсона-Морлі
- 1989 Райт премії коледжу Harvey Mudd
- 1991 Каліфорнійський учений року, Каліфорнія, Музей науки та промисловості
- 1997 премія Pioneer мережі IEEE
- 1999 Міжнародна премія нейронної мережі Товариства Гельмгольца
- 2001 Медаль і премія Дірака, Міжнародний центр теоретичної фізики в Трієсті
- 2002 Пендер премії, Мур технічна школа, університет Пенсільванії
- 2024 Нобелівська премія з фізики

## Допоміжна діяльність
- 1965—1967 член NASA «Тихо» Дослідницька група з природою місячної поверхні
- 1971—1973 член Військово-стратегічної Групи PSAC
- 1977—1978 член дослідницької APS на Сонячні Фотоелектрика
- 1978—1989 член дослідницької програми нейронаук
- 1980—1982 член сонячної фотоелектричної енергії Консультативного комітету
- 1982 — куратор, Battelle Memorial Institute
- 1986—1987 куратор, Науково-дослідний інститут неврології
- 1990—1996 куратор коледжу Harvey Mudd
- 1991—1996 куратор, Гантінґтон Інституту медичних досліджень
- 1995—1998 Голова Комітету з публікації, NAS
- 1997—2001 Консультативна рада в Інституті прикладних наук про життя, Кек
- 1997—1999 голова відбіркового комітету, Burroughs-Wellcome Фонд програмних інтерфейсів
- 2000—2002 NAS комітет Bio 2010: вища освіта біології для майбутніх учених